# Травникова, Ольга Владимировна
Ольга Владимировна Травникова (Ворона) (род. 25 сентября 1970) — российская и казахстанская гандболистка, чемпион мира по пляжному гандболу (2004), участница Олимпиады 2008 года, мсмк России, мсмк Казахстана.

## Биография
Выступала как за Россию под фамилией Ворона, так и за Казахстан под фамилией Травникова.
В 2004 году в составе российской сборной стала чемпионкой Европы по пляжному гандболу и чемпионкой мира по пляжному гандболу, а также была признана лучшим вратарем турнира.
В 2005 году в составе сборной России принимала участие во всемирных играх по неолимпийским видам спорта.
Серебряная призерка Азиады-2002 и Азиады-2006 в составе сборной Казахстана по гандболу. В 2007 году сборная Казахстана выиграла квалификационный турнир и принимала участие в Олимпиаде — 2008, где заняла 10-е место.
В составе клуба «Ростов-Дон» — трёхкратный бронзовый призёр чемпионата России (2003, 2004, 2005).